# 著名奇幻懸疑
《著名奇幻悬疑》是1939至1953年纽约弗兰克·蒙西公司出版的科幻奇幻纸浆杂志，玛丽·格纳丁格担任主编。杂志主要转载蒙西公司其他出版物上最受欢迎的科幻和奇幻文学作品，创刊号于1939年下半年面世并立即在市场大卖，不到一年后又推出姐妹篇《奇妙小说》。
作品经常获杂志转载的作者包括乔治·艾伦·英格兰、亚伯拉罕·格雷斯·梅里特和奥斯丁·霍尔；插图也是杂志成功的重要原因，维吉尔·芬莱和劳伦斯·斯特恩·史蒂文斯等画家的许多创作都是他们职业生涯中非常优异的作品。1942年末，流行出版社买下杂志发行权，《著名奇幻懸疑》停止重印早期杂志上的短篇小说，改为转载更长的作品，作者包括、H·G·威尔斯和亨利·莱特·哈葛德。杂志还开始刊载原创作品，如亞瑟·查理斯·克拉克的《守护天使》，该文之后成为克拉克著作《童年末日》的第一章。1951年，出版商一度把《著名奇幻懸疑》改为文摘尺寸，但很快又恢复原有大小。1953年，《著名奇幻悬疑》在纸浆杂志时代接近尾声时停刊。

## 出版史
20世纪初，科幻文学作品开始频繁在流行杂志刊载，例如大型纸浆杂志出版商弗兰克·蒙西公司就曾刊登大量科幻作品。1926年，首部纯科幻纸浆杂志《神奇故事》（Amazing Stories）面世。20世纪30年代，蒙西公司继续通过《阿戈西》（Argosy）发表科幻小说，作品包括默里·伦斯特（Murray Leinster）的《紫气之战》（The War of the Purple Gas），亚瑟·利奥·扎加特（Arthur Leo Zagat）的《明天》（"Tomorrow"）等，但尚未推出专门刊登科幻作品的杂志。19世纪30年代末，科幻作品市场不断扩大，1939年有多本新科幻杂志面世。借科幻文学日益流行的东风，蒙西公司推出《著名奇幻懸疑》，主要转载公司其他杂志上最受欢迎的科幻和奇幻文学作品。
杂志创刊号标识日期为1939年9月和10月（双月刊），玛丽·格纳丁格（Mary Gnaedinger）主编。《著名奇幻懸疑》面世后立即大卖，从第二期（11月）就开始改为月刊，转载老文章的巨大市场需求还促使蒙西公司决定在1940年7月推出姐妹篇《奇妙小说》，此后两本杂志都是双月刊，发行月份正好错开。《奇妙小说》于1941年初停刊，《著名奇幻懸疑》继续作为双月刊出版直至1942年6月。年末，蒙西公司把杂志经营权卖给大型纸浆杂志出版商流行出版社（Popular Publications）。考虑到12月的杂志还有社论提及来年二月的刊登计划，而且有尚未落实的转载预告，所以此次转让明显事发突然。流行出版社接手后于1943年3月发行首期《著名奇幻懸疑》，但这年剩下的时间只发行9月和12月两期，其中9月刊标志着杂志改为季刊。1946年，杂志改回双月刊直至停刊，其间只出现两次延迟。
1949年，备受尊崇的老牌出版商斯崔特和史密斯（Street & Smith）将旗下所有纸浆杂志停刊，纸浆杂志时代即将结束。流行出版社是当时最大的纸浆杂志出版商，所以《著名奇幻懸疑》坚持的时间更久，直到1953年才停刊，数年后，纸浆杂志成为历史。

## 内容和评价

维吉尔·芬莱创作的1942年8月杂志封面

为表明杂志发行目的，蒙西公司在《著名奇幻懸疑》前四期附有说明：“本杂志旨在回应过去多年间成千上万的读者要求，希望能再看一遍那些一经出版就被尊为经典的著名奇幻小说，我们的选择取决于‘您的’要求，我们坚信这都是幻想小说中的王牌。”创刊号包含名家名作，如雷·卡明斯（Ray Cummings）的《金原子女孩》（The Girl in the Golden Atom）和亚伯拉罕·格雷斯·梅里特的《月池》（The Moon Pool）。第二期开始连载梅里特的续作《征服月池》（The Conquest of the Moon Pool），插图由维吉尔·芬莱（Virgil Finlay）创作。《著名奇妙奥秘》的许多插图和封面都是芬莱的作品，他也成为当时颇具人气的画家。杂志第三期开始附有弗兰克·保罗（Frank R. Paul）绘制的插图，他的美术功底不及芬莱，但依然极受读者青睐。前五期《著名奇幻懸疑》封面都是简单的目录，但从1940年3月的第六期开始改为画作，这期是芬莱的作品。保罗仅为1940年上半年的三期杂志创作封面，此后绝大多数封面均为芬利、劳伦斯·史蒂文斯（Lawrence Stevens）及其子彼得·史蒂文斯（Peter Stevens）的作品，1941年2月至1950年4月的所有杂志封面都是上述三位画家创作。高质量的画作是杂志成功的重要原因，科幻史学家托马斯·克莱尔森（Thomas Clareson）认为，芬利正是因《著名奇幻懸疑》和《奇妙小说》成名。
《著名奇幻懸疑》部分读者希望每期杂志转载一两部中长篇小说，《奇妙小说》由此诞生。格纳丁格经过观察得出结论，如果“两本杂志每期都连载五到七部小说，那么读者虽然非常满意，但对目录列出的大堆标题总会希望能快点看完”。新杂志面世时，奥斯丁·霍尔（Austin Hall）与荷默·伊昂·弗林特（Homer Eon Flint）合著的《盲点》（The Blind Spot）在《著名奇幻懸疑》已连载一部分，其中1940年5至6月刊登第三期。为吸引老杂志读者购买《奇妙小说》，格纳丁格在新杂志创刊号登出《盲点》全文。
1941年《奇妙小说》停刊后，《著名奇幻懸疑》不再沿用一两部中长篇连载并夹杂多部短篇的惯例，改为每期刊登一篇完整中长篇作品，如果还有位置再增加短篇。例如1942年2月杂志就只有弗朗西斯·史蒂文斯（Francis Stevens）的《恐惧堡垒》（The Citadel of Fear）。
流行出版社买下杂志后，《著名奇幻懸疑》再度调整政策，不再转载此前在杂志上发表过的短篇小说，但每期一则的中长篇不受影响。此外还可以重印通过书籍发表的短篇作品，如1943年12月刊曾转载威廉·霍普·霍奇森（William Hope Hodgson）的《遗弃品》（The Derelict）和罗伯特·钱伯斯的《面具》（The Mask）。重印的中长篇小说包括：G·K·却斯特顿的《星期四的人》（The Man Who Was Thursday，H·G·威尔斯的《莫洛博士岛》，亨利·莱特·哈葛德的《远古艾伦》（The Ancient Allan），及阿尔杰农·布莱克伍德、邓萨尼勛爵与亚瑟·马钦的作品。部分转载作品存在删节，但整体而言，《著名奇幻懸疑》确如创刊时承诺的那样，让读者可以看到多年前出版的作品，其中甚至有许多只在英国发行，所以对部分读者而言同原创小说没什么两样。
流行出版社接手后，杂志也开始刊载原创作品，作者包括亨利·库特纳（Henry Kuttner）、雷·布莱伯利和凯瑟琳·露西尔·摩尔（C. L. Moore）。1950年4月，《著名奇幻懸疑》刊登亚瑟·查理斯·克拉克的《守护天使》（Guardian Angel），该文之后成为克拉克著作《童年末日》的第一章。

## 书目详细信息
| | 一   | 二   | 三   | 四   | 五   | 六   | 七   | 八   | 九  | 十   | 十一 | 十二 |
| 1939 |      |      |      |      |      |      |      |      | 1/1 |      | 1/2  | 1/3  |
| 1940 | 1/4  | 1/5  | 1/6  | 2/1  | 2/2  |      |      | 2/3  |     | 2/4  |      | 2/5  |
| 1941 |      | 2/6  |      | 3/1  |      | 3/2  |      | 3/3  |     | 3/4  |      | 3/5  |
| 1942 |      | 3/6  |      | 4/1  |      | 4/2  | 4/3  | 4/4  | 4/5 | 4/6  | 5/1  | 5/2  |
| 1943 |      |      | 5/3  |      |      |      |      |      | 5/4 |      |      | 5/5  |
| 1944 |      |      | 5/6  |      |      | 6/1  |      |      | 6/2 |      |      | 6/3  |
| 1945 |      |      | 6/4  |      |      | 6/5  |      |      | 6/6 |      |      | 7/1  |
| 1946 |      | 7/2  |      | 7/3  |      | 7/4  |      | 7/5  |     | 8/1  |      | 8/2  |
| 1947 |      | 8/3  |      | 8/4  |      | 8/5  |      | 8/6  |     | 9/1  |      | 9/2  |
| 1948 |      | 9/3  |      | 9/4  |      | 9/5  |      | 9/6  |     | 10/1 |      | 10/2 |
| 1949 |      | 10/3 |      | 10/4 |      | 10/5 |      | 10/6 |     | 11/1 |      | 11/2 |
| 1950 |      | 11/3 |      | 11/4 |      | 11/5 |      | 11/6 |     | 12/1 |      |      |
| 1951 | 12/2 |      | 12/3 |      | 12/4 |      | 12/5 |      |     | 12/6 |      | 13/1 |
| 1952 |      | 13/2 |      | 13/3 |      | 13/4 |      | 13/5 |     | 13/6 |      | 14/1 |
| 1953 |      | 14/2 |      | 14/3 |      | 14/4 |      |      |     |      |      |      |
| 《著名奇幻懸疑》出版详细信息，表格最左侧是年份，上方是月份，其他数字代表“卷号/ 期数”，所有杂志均为玛丽·格纳丁格主编。 |      |      |      |      |      |      |      |      |     |      |      |      |

《著名奇幻懸疑》共出版81期，主编均为玛丽·格纳丁格。1939年9月的创刊号是双月刊，但同年11月出版的第二期就开始改为月刊。1940年5月刊出版后直到8月才发行下一期并开始改回双月刊，1942年6月再改为月刊并持续到年底。1943年直到3月才出版第一期，下一期一直延迟到9月并开始改为季刊，然后从1945年12月又一次变回双月刊直至停刊，其间只有两次延迟，分别是原定1950年12月的杂志推迟到次年1月出版，1951年9月刊同样延期一个月。《著名奇幻懸疑》由蒙西公司创刊并出版至1942年末，此后均为流行出版社发行。杂志起初每本128页，1940年10月起减至112页，1941年6月又恢复128页，然后在1942年6月增至144页，1944年6月降至132页，1951年1月又缩水到112页直至停刊；定价除1940年10月至次年4月只有10美分外，其他各期均为15美分。《著名奇幻懸疑》绝大多数都是标准的纸浆杂志大小，仅在1951年短暂增大到文摘杂志尺寸。
1948年2月，《著名奇幻懸疑》经全小说领域公司（All Fiction Field, Inc.）发行加拿大重印版，内容和日期均与美国同期版本一致。1951年10月，全小说领域公司更名多伦多流行出版社，但与美国的同名公司没有关联。加拿大版在发行1952年8月刊后停办，杂志比美国原版长1.27厘米。此外，加拿大杂志《超级科学故事》（Super Science Stories）起初转载美国同名杂志和《惊人故事》（Astonishing Stories）刊登的作品，但从1944年8月开始，所有文章几乎都选自《著名奇幻懸疑》，杂志还于同年12月更名《超级科学和奇妙故事》（Super Science and Fantastic Stories）。1948至1953年，墨西哥杂志《奇妙故事》（Los Cuentos Fantasticos）共出版44期，所有小说均从《著名奇幻懸疑》或《惊人科幻》（Astounding Science Fiction）转载，但大部分都没有事先取得许可。
1991年，斯特凡·捷米安诺维奇（Stefan R. Dziemianowicz）、罗伯特·温伯格（Robert E. Weinberg）和马丁·格林伯格（Martin H. Greenberg）共同主编的选集《著名奇幻懸疑：经典纸浆杂志〈著名奇幻懸疑〉和〈奇妙小说〉30部奇幻或恐怖故事精选》面世，其中绝大多数内容选自《著名奇幻懸疑》。

## 脚注
1. ↑  黃二刀. . 出版商务周报. 2020-09-17  [2024-10-12] （中文（中国大陆））.
2. 1 2  Ashley, Time Machines, pp. 16–23.
3. 1 2 3  Malcolm Edwards & Peter Nicholls, "SF Magazines", in Clute & Nicholls, Encyclopedia of Science Fiction, pp. 1066–1068.

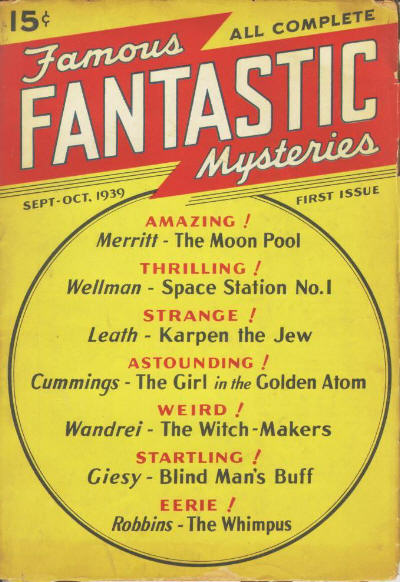
1939年9/10月的《著名奇幻悬疑》创刊号

4. 1 2 3 4 5 6 7 8 9 10 11  Thomas D. Clareson, "Famous Fantastic Mysteries", in Tymn & Ashley, Science Fiction, Fantasy and Weird Fiction Magazines, pp. 211–216.
5. ↑  Ashley, Time Machines, pp. 237–255.
6. 1 2 3 4 5 6  Ashley, Time Machines, pp. 150–151.
7. 1 2 3  "Famous Fantastic Mysteries", in Tuck, Encyclopedia of Science Fiction and Fantasy, Vol. 3, pp. 555–556.
8. ↑  Ashley, Time Machines, pp. 220–225.
9. ↑  Day, Index to the Science-Fiction Magazines, pp. 169–170.
10. ↑  Robert Weinberg, "Lawrence Stern Stevens", in Weinberg, Biographical Dictionary, pp. 260–262.
11. ↑  Robert Weinberg, "Peter Stevens", in Weinberg, Biographical Dictionary, pp. 262–263.
12. ↑  Ashley, Transformations, p. 386.
13. 1 2  EncSF_FFM.
14. 1 2  Mike Ashley, "Famous Fantastic Mysteries", in Clute & Grant, Encyclopedia of Fantasy, p. 334.
15. ↑  Knight, In Search of Wonder, p. 187.
16. ↑  issues.
17. 1 2  Ashley, Time Machines, p. 217.
18. ↑  Ashley, Transformations, p. 304.
19. ↑  John Clute, "Martin H. Greenberg", in Clute & Nicholls, Encyclopedia of Science Fiction, pp. 522–524.